# Nicolas Claire
Nicolas Claire (ur. 10 lipca 1987 r. w Saint-Denis) – francuski piłkarz ręczny, reprezentant kraju, grający na pozycji środkowego rozgrywającego. Od 2013 roku jest zawodnikiem HBC Nantes.

## Sukcesy

### Reprezentacyjne
Mistrzostwa świata:
- Niemcy/Dania 2019

Mistrzostwa Europy:
- Chorwacja 2018

### Klubowe
Liga Mistrzów:
- 2018

Puchar EHF:
- 2016

Mistrzostwa Francji:
- 2013
- 2017

Puchar Francji:
- 2017
- 2013, 2015